# Lorax
Lorax (v originále The Lorax) je počítačově animovaný film z roku 2012 od Illumination Entertainment režie Chrise Renauda. Byl inspirován stejnojmennou knihou od Dr. Seusse. V Česku byl poprvé uveden 8. března 2012.

## Děj
Dvanáctiletý chlapec Ted žije ve Vševsi (Thneedville), zazděném městě, kde neexistuje žádná příroda a místo ní jsou v něm plastové stromy a rostliny, ale přesto se zde lidem líbí, protože mají vše, o čem si mohou zdát. Ted je zamilovaný do čtrnáctileté dívky jménem Audrey, která by ráda viděla skutečný strom, a tak se Ted rozhodne, že ho pro ni získá. Jeho babička Norma mu poví o Jednorázovi (Once-ler), který ví, co se se stromy stalo, a řekne to tomu, kdo mu donese patnáct centů, hřebík a starého hlemýždě. Ted si všechny tyto věci obstará a poté na své motorce opustil Vševes, aby našel Jednoráze, a zjistil, že svět mimo město je pouze neúrodná a kontaminovaná pustina. Tedovi se podařilo po překonání mnohých pastí a překážek dostat se k domu, v němž Jednoráz v osamění žil, a ten poté, co zjistil, že Tedovi záleží na stromech, souhlasil s tím, že mu poví celý příběh o zániku stromů během několika návštěv. Když Ted opustí domov podruhé, potká Aloysiuse O'Harea, zlého a chamtivého starostu města malého vzrůstu, jehož společnost prodává městu se znečištěným ovzduším čistý vzduch v lahvích. Vysvětluje, že stromy vyrábí kyslík zadarmo, což ohrožuje jeho byznys, a důrazně žádá Teda, aby zůstal ve městě, ale ten pokračuje v návštěvách Jednoráze.
Jednoráz Tedovi vypráví o svém mládí, kdy opustil svůj domov a dorazil do lesa plného zvířat a barevných Truffulových stromů. Tím, že porazil jeden strom, vyvolal Loraxe, strážce lesa, který "hovoří za stromy", vysvětlil Jednorázovi, že se mu kácení stromů nelíbí a poručil mu, aby les opustil. To Jednoráz odmítl, takže se Lorax pokusil Jednoráze vyhnat z lesa tím, že v noci za pomocí ostatních zvířat odtáhl jeho postel na řeku. Postel se ale dostane k vodopádu a Lorax na poslední chvíli Jednorázovi zachrání život. Poté ho přesvědčil, aby už žádný strom nepokácel. Jednoráz mu to slíbil, ale později slib porušil, když začal z korun stromů vyrábět Všechnověc (Thneed), která se stala po několika neúspěšných Jednorázových pokusech o její propagaci velmi populární pro její všestrannou využitelnost. Jednorázova bezohledná rodina jej přesvědčila v tom, aby začal s masivním kácením stromů k masivní produkci Všechnověcí, což způsobilo enormní zisk, ale i extrémní odlesnění a znečištění ovzduší způsobené stavbou továren na výrobu Všechnověcí. Poté, co byl pokácen poslední Truffulový strom, byl Jednoráz zničen, jeho podnik zkrachoval, protože již neexistoval zdroj Truffulového listí, z něhož byla Všechnověc vyráběna, opustila jej rodina a stal se poustevníkem. Měl zlomené srdce a cítil nesnesitelné provinění nad tím, co všechno způsobil. Tehdy mladý Aloysius O'Hare začal se svým podnikáním s čerstvým vzduchem a stal se starostou nedávno založené vesnice Vševes, která se posléze stala velkoměstem. Když byl region již nadále neobyvatelný, poslal Lorax všechna zvířata na jiné místo k žití a sám odletěl k nebi a zmizel. Na kameni zanechal jedno slovo: "Dokud" (Unless).
Po vyprávění dal Jednoráz Tedovi v naději, že obnoví stromy a způsobí, že se ostatní budou o stromy zajímat, poslední semeno Truffulového stromu. Ted se vrátil do města, aby semeno zasadil v jeho centru, což se však díky svým špionážním technologiím po celém městě dozví Aloysius O'Hare a jeho bodyguardi. Když se Ted opět vrátí i se semenem domů, najde v něm O'Harea, který se od něj snaží semeno získat. Když mu ho Ted odmítne vydat, O'Hare i se svými bodyguardy vtrhne do Tedova pokoje a snaží se v něm semeno najít, při tom ho ale přistihne Tedova matka, která O'Harea vyžene z domu. Potom Ted s Audrey a babičkou Normou vyrazí na motorce do centra města, O'Hare je ale začne pronásledovat a dokonce i semeno na chvíli ztratí a spadne do jedné ze vzduchových lahví. Aloysius O'Hare ji získá a snaží se z ní semeno vytáhnout, v lahvi mu ale uvízne ruka, takže podá láhev jednomu ze svých bodyguardů, aby mu ji z ruky sundal. Toho využije Tedova babička, která za pomocí své hole láhev O'Hareovi vytrhne. Poté se Ted i se semenem dostal do centra města a snažil se zde zasadit semeno do země, jenže zjistil, že je umělá a neobsahuje žádnou hlínu, avšak jeho babička mu pomůže tím, že pomocí bagru urazí hlavu ze zlaté sochy O'Harea, která stojí v centru města. Hlava spadla na zem, rozbila kus umělé půdy a odhalila hlínu. Mezitím se shromáždil dav obyvatel města a dorazil O'Hare, který se snažil lid proti Tedovi poštvat a přesvědčit jej o tom, že stromy jsou špatné a špinavé, vábí mravence a včely a padá z nich listí. Audrey naopak říká, že stromy vyrábí zdarma vzduch pomocí fotosyntézy a proto má O'Hare tak negativní postoj vůči nim. O'Hare odpovídá, že si Audrey vymýšlí, a že všechno ve Všechnovsi je perfektní. Nato Ted s babičkou a Audrey vylezou do bagru a zbourají část městské stěny, čímž odhalí zničenou přírodu vnějšího světa. Tedovi se podaří přesvědčit lidi o tom, aby bylo semeno zasazeno a znovu se obnovila příroda. O'Hare se naposledy snaží získat lid na svou stranu a přesvědčit ho, aby nechal semeno shnít a rozmáčknout, což skončí tím, že se všichni lidé proti němu obrátí, jeho bodyguard mu na hlavu nasadí raketu, odpálí ji a O'Hare odlétá pryč z města. Lid jásá a Ted zasadí semeno Truffulového stromu, po čemž ho Audrey políbí na tvář. Jednoráz pomocí sekery odstraní prkna, která byla přibita k jeho oknu, dívá se na krajinu a říká "Děkuju, Tede." Čas ubíhá a země se znovu začne zotavovat a je zasazeno již mnoho jiných Truffulových stromu, zvířata se vracejí a starý Jednoráz se znovu usmíří s Loraxem, který sestoupil zpět z nebe na zem.
Film končí citátem z knihy Lorax od Dr. Seusse, podle které byl inspirován; "Dokud lidem nezačne na stromech záležet, nic se nezlepší."

## Obsazení
| Postava             | Anglický dabing | Český dabing      |
| ------------------- | --------------- | ----------------- |
| Lorax               | Danny DeVito    | Tomáš Juřička     |
| Jednoráz (Once-ler) | Ed Helms        | Michal Holán      |
| Ted Wiggins         | Zac Efron       | Petr Neskusil     |
| Audrey              | Taylor Swift    | Dominika Hašková  |
| Babička Norma       | Betty Whiteová  | Miriam Kantorková |
| Aloysius O'Hare     | Rob Riggle      | Otakar Brousek    |
| Tedova matka        | Jenny Slate     | Vanda Konečná     |